# Centro de Interpretação e Promoção do Vinho Verde
O Centro de Interpretação e Promoção do Vinho Verde é um centro de interpretação situado na vila de Ponte de Lima, em Portugal. O centro tem como objetivo a investigação e divulgação do vinho verde junto do público e da comunicação social. Foi inaugurado em 2016 e está instalado na Casa Torreada dos Barbosa Aranha, sendo gerido pelo Município de Ponte de Lima.
No espaço museológico está patente uma exposição permanente sobre a história, processo de produção e certificação do vinho verde. O centro promove também exposições temporárias e itinerantes. Em 2018 venceu os prémios internacionais Best Of Wine Tourism Award e o European IterVitis Award. Em 2023 recebeu o Prémio Museu do Vinho.